# Marie Kalau vom Hofe
Marie Kalau vom Hofe (* 9. September 1891 in Dötlingen, Deutschland; † 20. Jahrhundert in Deutschland) war eine deutsche Neurologin und Psychoanalytikerin. Sie war Gründungsmitglied des Instituts für Psychotherapie e.v. und der Deutschen Gesellschaft für Psychotherapie und Tiefenpsychologie (DGPT).

## Leben und Werk
Kalau vom Hofe war die Tochter des Pfarrers Emil Willms und Johanne Willms, geborene Wieting. Sie besuchte von 1898 bis 1908 die Städtische Höheren Mädchenschule in Oldenburg im Großherzogtum und bereitete sich bis 1911 durch die Gymnasialkurse für Frauen in Berlin auf das Abitur vor, welches sie im März 1911 an der Humanistischen Abteilung der Hohenzollernschule in Berlin-Schöneberg ablegte. Sie begann im Sommersemester 1911 in Berlin ihr Studium in Kunstgeschichte und neueren Sprachen und studierte ab dem folgenden Semester Medizin an den Universitäten in Freiburg, Jena und München, wo sie ihr Staatsexamen im Dezember 1916 erhielt. Anschließend machte sie in Königsberg (Preußen) ihr Medizinalpraktikum an der Königlichen Universitäts-Nervenklinik und bis April 1918 an der Inneren Abteilung der Städtischen Krankenanstalt.  Mit einer Arbeit über Herzhypertrophie promovierte sie 1918 in Königsberg. Im gleichen Jahr heiratete sie den ostpreußischen Landwirt Friedrich Wilhelm Fabian Kalau vom Hofe (* 1891), mit dem sie 1919 eine Tochter (Etta-Marie) bekam und von dem sie vor 1945 geschieden wurde.
Kalau vom Hofe arbeitete von 1920 bis 1923 in der Staats-Krankenanstalt Friedrichsberg und begann 1924 am Berliner Psychoanalytischen Institut bei Sándor Radó eine zweieinhalbjährige Lehranalyse, die sie dann bei Felix Boehm fortsetzte. Anschließend war sie ab 1926 für das Berliner Polizeipräsidium in der Gerichtspsychiatrie und an der Nervenklinik der Charité tätig. Sie eröffnete 1929 ihre eigene Praxis und wurde 1933 in Berlin-Wilmersdorf als Neurologin zur Kassenpraxis zugelassen.
An dem neu gegründeten Deutschen Institut für Psychologische Forschung und Psychotherapie, dem sogenannten Göring-Institut, wurde sie 1937 Leiterin der Abteilung Kriminalpsychologie und forensische Psychiatrie. Im Jahr 1939 beauftragte der Leiter der Forschungsabteilung, Hans von Hattingberg , Böhm mit der Leitung einer Forschungsgruppe Homosexualität, der sie neben Matthias Heinrich Göring, von Hattingberg, Gustav Richard Heyer, John Rittmeister, Johannes Heinrich Schultz, Harald Schultz-Hencke und August Vetter angehörten  Da in ihrem Zuständigkeitsbereich auch die Begutachtung und Behandlung von Homosexuellen lag, konnte sie einige vor dem Konzentrationslager retten. Am 1. Februar 1940 nahm sie als Ärztin ihre Kassenpraxis wieder auf.
Sie war 1945 an der Wiedergründung der DPG nach der Satzung von 1931 als „Berliner Psychoanalytische Gesellschaft“ beteiligt, da das Alliiertenrecht die Bezeichnung „Deutsche Psychoanalytische Gesellschaft“ erst 1950 zuließ. Sie war  1947 Gründungsmitglied des Instituts für Psychotherapie e.v. und 1949 der Deutschen Gesellschaft für Psychotherapie und Tiefenpsychologie (DGPT). Wie  damals auch andere ärztliche Psychotherapeuten forderte sie das Verbot einer Psychotherapie durch Nichtärzte.
Im Jahr 1952 Jahre ließ sie sich in Hamburg, wie in Berlin bereits 1929, 1931 und 1937, als Nervenärztin nieder, wo bei ihr unter anderen Arthur Jores und Hans Bürger-Prinz in Analyse waren. Gleichzeitig war sie Leiterin einer Erziehungsberatungsstelle und bei dem Osdorfer Heim des Jugendamts als Psychotherapeutin tätig.

## Mitgliedschaften
- Deutscher Ärztinnenbund
- Deutsche Psychoanalytische Gesellschaft (DPG), Austritt 1935, Wiedereintritt 1945
- Deutsche Gesellschaft für Psychotherapie und Tiefenpsychologie (DGPT)

## Veröffentlichungen
- Ein Fall von Herzhypertrophie bei Dystrophia musculorum progressiva. Medizinische Dissertation, Königsberg 1918, Kriminalpsychologie. Zentralblatt für Psychotherapie 14, 1942, S. 37–41.